# Killer Queen
„Killer Queen“ je píseň britské rockové skupiny Queen, jejímž autorem je zpěvák Freddie Mercury. Pojednává o „prvotřídní call girl“. Vyšla v roce 1973 na albu Sheer Heart Attack a později i jako „double a-side“ singl spolu s písní „Flick of the Wrist“. Singl se umístil na druhé příčce hitparády UK Singles Chart.
Je to jedna z prvních písní, která svou strukturou, stavbou a provedením dokazovala kvalitu tehdy začátečnické skupiny Queen. Stala se jejich prvním hitem a vysílala se i v televizi v pořadu televizní stanice BBC s názvem Top of the Pops (1974).